# Борий
| 107        | Борий |
| Bh(270)    |       |
| 5f146d57s2 |       |

Бо́рий (лат. Bohrium, обозначается символом Bh, ранее Уннилсе́птий, Unnilseptium, Uns, или эка-рений) — нестабильный радиоактивный химический элемент с атомным номером 107. Известны изотопы с массовыми числами от 261 до 274. Наиболее стабильный изотоп из полученных — борий-267 с периодом полураспада 17 с.

## История
О синтезе 107-го элемента впервые сообщила в 1976 г. группа Юрия Оганесяна из Объединённого института ядерных исследований в Дубне. Методика этой работы заключалась в исследовании спонтанного деления продуктов реакции слияния ядер висмута-209 и хрома-54. Было найдено два характерных времени полураспада: 5 с и 1—2 мс. Первый из них был приписан распаду ядра 257105, так как этот же период полураспада наблюдался и для продуктов реакций, приводящих к образованию 105-го элемента: 209Bi+50Ti, 208Pb+51V, 205Tl+54Cr. Второй период полураспада был приписан ядру 261107, который, по предположению учёных, имеет две моды распада: спонтанное деление (20 %) и α-распад, приводящий к спонтанно делящемуся дочернему ядру 257105 с периодом полураспада 5 с.
В 1981 году группа немецких учёных из Института тяжёлых ионов (нем. Gesellschaft für Schwerionenforschung, GSI) в Дармштадте исследовала продукты той же реакции 209Bi+54Cr, используя усовершенствованную методику, позволяющую обнаруживать α-распад нуклидов и определять его параметры. В своём эксперименте учёные из GSI идентифицировали 5 событий α-распада ядра 262107, оценив его время жизни в 4,7+2,3−1,6 с.
Как показали дальнейшие исследования изотопов элементов 107, 105 и 104, в реакции 209Bi+54Cr действительно рождаются ядра 261107 и 262107. Но многие выводы, сделанные в 1976 году группой из ОИЯИ, оказались ошибочными. В частности, период полураспада около 5 с имеет не 257105, а 258105. С вероятностью 1/3 этот нуклид испытывает бета-распад и превращается в 258104, который очень быстро (период полураспада 12 мс) спонтанно делится. Это означает, что в ОИЯИ наблюдались продукты α-распада ядра 262107, а не 261107. Время жизни изотопа 261107, по современным оценкам, составляет 12 мс, что на порядок выше, чем результат 1976 года.

## Происхождение названия
В сентябре 1992 года между учёными Дармштадта и Дубны была достигнута договорённость о том, что элемент 107 следует назвать «нильсборий» в честь датского физика Нильса Бора, хотя первоначально советские учёные планировали название «нильсборий» для элемента 105 (ныне дубний). В 1993 году IUPAC признал приоритет немецкой группы в идентификации 107-го элемента, а в 1994 году в своей рекомендации предложил название «борий», так как названия химических элементов никогда не состояли из имени и фамилии учёного. Это предложение было окончательно утверждено в 1997 году после консультации c датскими химиками.

## Известные изотопы
| Изотоп | Масса | Период полураспада | Тип распада      |
| ------ | ----- | ------------------ | ---------------- |
| 260Bh  | 260   | 300 мс             | α-распад в 256Db |
| 261Bh  | 261   | 12+5 −3 мс         | α-распад в 257Db |
| 262Bh  | 262   | 290 мс             | α-распад в 258Db |
| 263Bh  | 263   | 200 мс             | α-распад в 259Db |
| 264Bh  | 264   | 0,44+0,60 −0,16 с  | α-распад в 260Db |
| 265Bh  | 265   | 0,9+0,7 −0,3 с     | α-распад в 261Db |
| 266Bh  | 266   | 1,7+8,2 −0,8 с     | α-распад в 262Db |
| 267Bh  | 267   | 17+14 −6 с         | α-распад в 263Db |
| 268Bh  | 268   | 25 с               | α-распад в 264Db |
| 269Bh  | 269   | 25 с               | α-распад в 265Db |
| 270Bh  | 270   | 30 с               | α-распад в 266Db |
| 271Bh  | 271   | 40 с               | α-распад в 267Db |
| 272Bh  | 272   | 10+12 −4 с         | α-распад в 268Db |
| 273Bh  | 273   | 90 мин             | α-распад в 269Db |
| 274Bh  | 274   | 90 мин             | α-распад в 270Db |
| 275Bh  | 275   | 40 мин             | неизвестно       |

## Химические свойства
При реакции с хлороводородом в присутствии кислорода образует летучий оксихлорид (BhO3Cl).